# Skałka (Czułów)
Skałka – część wsi Czułów w Polsce, położona w województwie małopolskim, w powiecie krakowskim, w gminie Liszki.
W latach 1975–1998 Skałka administracyjnie należała do województwa krakowskiego.
Skałka znajduje się w północno-zachodniej części Czułowa, w dolinie rezerwatu przyrody Zimny Dół w Tenczyńskim Parku Krajobrazowym.

## Szlak turystyki pieszej
– dnem doliny prowadzi czerwony szlak turystyczny